# Regnanti di Bamburgh

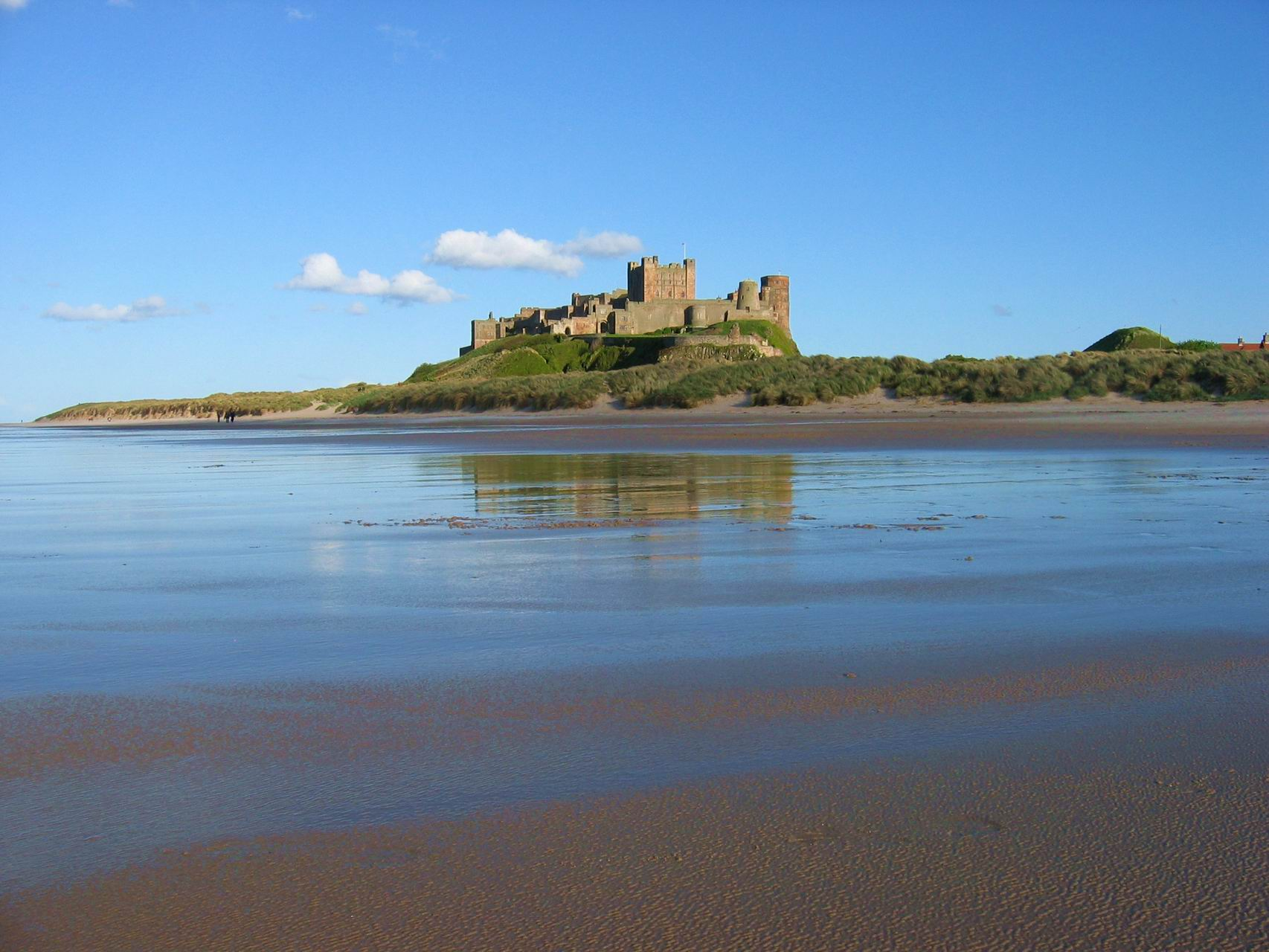
L'attuale castello di Bamburgh.

Dalla distruzione del regno anglosassone della Northumbria da parte dei vichinghi nell'867 all'inizio dell'XI secolo, Bamburgh e la regione circostante (l'ex regno di Bernicia), la parte settentrionale della Northumbria, furono governate per un breve periodo da re di cui sappiamo poco, poi da una serie di ealdormen (duce in latino, eorl in inglese antico, earl in inglese moderno) e high-reeves (dall'inglese antico heah-gerefa). Molti di questi uomini governavano tutta la Northumbria.
- Re Ecgberht I (867–872);[1]
- Re Ricsige (872 / 3–876);
- Re Ecgberht II (876–878 o dopo 883?);
- Conte Eadulf di Bamburgh (floruit attorno al 890-913), chiamato "re dei Sassoni del Nord" dagli annali dell'Ulster;[2]
- Ealdred I di Bamburgh 913 - 933 circa, padre di Osulf I di Bamburgh;[3]
- Atelstano d'Inghilterra (933 circa-939), signore di tutta la Northumbria;
- Adulf mcEtulfe († 934), forse l'«Æthelwulf figlio di Eadwulf», definito "re dei Sassoni del Nord" dagli annali di Clonmacnoise;[4]
- Edmondo I d'Inghilterra (939), forse sovrano della Northumbria;
- Olaf Guthfrithson (939-941), forse governò tutta la Northumbria;
- Amlaíb Cuarán (941-944), forse governò tutta la Northumbria;
- Edmondo I d'Inghilterra (944-946), forse sovrano della Northumbria;
- Osulf I di Bamburgh (floruit 946–963) figlio di Ealdred I di Bamburgh;
- Eadwulf I il "Bambino-Malvagio" di Bamburgh (floruit 963-973);
- Waltheof di Bamburgh[5] (floruit 994), figlio di Osulf I di Bamburgh;
- Uhtred l'Ardito di Northumbria (1006–16), governò tutta la Northumbria, figlio di Waltheof di Bamburgh;
- Eadwulf II Cudel di Bamburgh († 1019), figlio di Waltheof di Bamburgh;
- Ealdred II di Bamburgh († 1038) figlio di Uhtred l'Ardito di Northumbria;
- Eadwulf III di Bamburgh († 1041), figlio di Uhtred l'Ardito di Northumbria;
- La Bernicia si unì al resto della Northumbria durante questo periodo (1041–65);
- Osulf II di Bamburgh (1065–67) figlio di Eadwulf III di Bamburgh;
- La Bernicia si unì al resto della Northumbria dopo il 1067.

## Albero genealogico
|  |  |                     |                     |                                                  |                                                  |                                                           |                                                           | |                                                           |                                                           |                                                           |                                                  |                                                  | | | | | Eadwulf I di Bamburgh ealdorman e high-reeve di Bebbanburgh re di Northumbria (704 - 705)                         | Eadwulf I di Bamburgh ealdorman e high-reeve di Bebbanburgh re di Northumbria (704 - 705)                         | Eadwulf I di Bamburgh ealdorman e high-reeve di Bebbanburgh re di Northumbria (704 - 705) | Eadwulf I di Bamburgh ealdorman e high-reeve di Bebbanburgh re di Northumbria (704 - 705) | Eadwulf I di Bamburgh ealdorman e high-reeve di Bebbanburgh re di Northumbria (704 - 705)       | Eadwulf I di Bamburgh ealdorman e high-reeve di Bebbanburgh re di Northumbria (704 - 705) |                                                                        |                                                                        | ??? figlia del re Ecgfrith di Northumbria                                                                                     | ??? figlia del re Ecgfrith di Northumbria                                                                                     | ??? figlia del re Ecgfrith di Northumbria                                                                                     | ??? figlia del re Ecgfrith di Northumbria                                                                                     | ??? figlia del re Ecgfrith di Northumbria                                                                                     | ??? figlia del re Ecgfrith di Northumbria                                                                                     |                                                                        |                                                                        | | | | | | |                                                                           |                                                                           |                                                                           |                                                                           |  |  |          |          |                                                                                    |                                                                                    | | | | | | |                                            |                                            |                                            |                                            |  |  |  |  |  |  |  |  |  |  |  |  |  |  |  |  |  |  |  |  |  |  |  |  |  |  |  |  |  |  |  |  |  |  |  |  |  |  |  |  |
|  |  |                     |                     |                                                  |                                                  |                                                           |                                                           | |                                                           |                                                           |                                                           |                                                  |                                                  | | | | | Eadwulf I di Bamburgh ealdorman e high-reeve di Bebbanburgh re di Northumbria (704 - 705)                         | Eadwulf I di Bamburgh ealdorman e high-reeve di Bebbanburgh re di Northumbria (704 - 705)                         | Eadwulf I di Bamburgh ealdorman e high-reeve di Bebbanburgh re di Northumbria (704 - 705) | Eadwulf I di Bamburgh ealdorman e high-reeve di Bebbanburgh re di Northumbria (704 - 705) | Eadwulf I di Bamburgh ealdorman e high-reeve di Bebbanburgh re di Northumbria (704 - 705)       | Eadwulf I di Bamburgh ealdorman e high-reeve di Bebbanburgh re di Northumbria (704 - 705) |                                                                        |                                                                        | ??? figlia del re Ecgfrith di Northumbria                                                                                     | ??? figlia del re Ecgfrith di Northumbria                                                                                     | ??? figlia del re Ecgfrith di Northumbria                                                                                     | ??? figlia del re Ecgfrith di Northumbria                                                                                     | ??? figlia del re Ecgfrith di Northumbria                                                                                     | ??? figlia del re Ecgfrith di Northumbria                                                                                     |                                                                        |                                                                        | | | | | | |                                                                           |                                                                           |                                                                           |                                                                           |  |  |          |          |                                                                                    |                                                                                    | | | | | | |                                            |                                            |                                            |                                            |  |  |  |  |  |  |  |  |  |  |  |  |  |  |  |  |  |  |  |  |  |  |  |  |  |  |  |  |  |  |  |  |  |  |  |  |  |  |  |  |
|  |  |                     |                     |                                                  |                                                  |                                                           |                                                           | |                                                           |                                                           |                                                           |                                                  |                                                  | | | | | | |                                                                                           |                                                                                           |                                                                                                 |                                                                                           |                                                                        |                                                                        | | | | | | |                                                                        |                                                                        | | | | | | |                                                                           |                                                                           |                                                                           |                                                                           |  |  |          |          |                                                                                    |                                                                                    | | | | | | |                                            |                                            |                                            |                                            |  |  |  |  |  |  |  |  |  |  |  |  |  |  |  |  |  |  |  |  |  |  |  |  |  |  |  |  |  |  |  |  |  |  |  |  |  |  |  |  |
|  |  |                     |                     |                                                  |                                                  |                                                           |                                                           | |                                                           |                                                           |                                                           |                                                  |                                                  | | | | | | |                                                                                           |                                                                                           | Earnwine di Bamburgh ealdorman e high-reeve di Bebbanburgh                                      |                                                                                           |                                                                        |                                                                        | | | | | | |                                                                        |                                                                        | | | | | | |                                                                           |                                                                           |                                                                           |                                                                           |  |  |          |          |                                                                                    |                                                                                    | | | | | | |                                            |                                            |                                            |                                            |  |  |  |  |  |  |  |  |  |  |  |  |  |  |  |  |  |  |  |  |  |  |  |  |  |  |  |  |  |  |  |  |  |  |  |  |  |  |  |  |
|  |  |                     |                     |                                                  |                                                  |                                                           |                                                           | |                                                           |                                                           |                                                           |                                                  |                                                  | | | | | | |                                                                                           |                                                                                           |                                                                                                 |                                                                                           |                                                                        |                                                                        | | | | | | |                                                                        |                                                                        | | | | | | |                                                                           |                                                                           |                                                                           |                                                                           |  |  |          |          |                                                                                    |                                                                                    | | | | | | |                                            |                                            |                                            |                                            |  |  |  |  |  |  |  |  |  |  |  |  |  |  |  |  |  |  |  |  |  |  |  |  |  |  |  |  |  |  |  |  |  |  |  |  |  |  |  |  |
|  |  |                     |                     |                                                  |                                                  |                                                           |                                                           | |                                                           |                                                           |                                                           |                                                  |                                                  | | | | | | |                                                                                           |                                                                                           | Eardwulf II di Bamburgh ealdorman e high-reeve di Bebbanburgh                                   |                                                                                           |                                                                        |                                                                        | | | | | | |                                                                        |                                                                        | | | | | | |                                                                           |                                                                           |                                                                           |                                                                           |  |  |          |          |                                                                                    |                                                                                    | | | | | | |                                            |                                            |                                            |                                            |  |  |  |  |  |  |  |  |  |  |  |  |  |  |  |  |  |  |  |  |  |  |  |  |  |  |  |  |  |  |  |  |  |  |  |  |  |  |  |  |
|  |  |                     |                     |                                                  |                                                  |                                                           |                                                           | |                                                           |                                                           |                                                           |                                                  |                                                  | | | | | | |                                                                                           |                                                                                           |                                                                                                 |                                                                                           |                                                                        |                                                                        | | | | | | |                                                                        |                                                                        | | | | | | |                                                                           |                                                                           |                                                                           |                                                                           |  |  |          |          |                                                                                    |                                                                                    | | | | | | |                                            |                                            |                                            |                                            |  |  |  |  |  |  |  |  |  |  |  |  |  |  |  |  |  |  |  |  |  |  |  |  |  |  |  |  |  |  |  |  |  |  |  |  |  |  |  |  |
|  |  |                     |                     |                                                  |                                                  |                                                           |                                                           | |                                                           |                                                           |                                                           |                                                  |                                                  | | | | | | |                                                                                           |                                                                                           | Eardwulf III di Bamburgh re di Northumbria re (796 – 806) ealdorman e high-reeve di Bebbanburgh |                                                                                           |                                                                        |                                                                        | | | | | | |                                                                        |                                                                        | | | | | | |                                                                           |                                                                           |                                                                           |                                                                           |  |  |          |          |                                                                                    |                                                                                    | | | | | | |                                            |                                            |                                            |                                            |  |  |  |  |  |  |  |  |  |  |  |  |  |  |  |  |  |  |  |  |  |  |  |  |  |  |  |  |  |  |  |  |  |  |  |  |  |  |  |  |
|  |  |                     |                     |                                                  |                                                  |                                                           |                                                           | |                                                           |                                                           |                                                           |                                                  |                                                  | | | | | | |                                                                                           |                                                                                           |                                                                                                 |                                                                                           |                                                                        |                                                                        | | | | | | |                                                                        |                                                                        | | | | | | |                                                                           |                                                                           |                                                                           |                                                                           |  |  |          |          |                                                                                    |                                                                                    | | | | | | |                                            |                                            |                                            |                                            |  |  |  |  |  |  |  |  |  |  |  |  |  |  |  |  |  |  |  |  |  |  |  |  |  |  |  |  |  |  |  |  |  |  |  |  |  |  |  |  |
|  |  |                     |                     |                                                  |                                                  |                                                           |                                                           | |                                                           |                                                           |                                                           |                                                  |                                                  | | | | | | |                                                                                           |                                                                                           | ??? Eanred di Northumbria re di Northumbria re (810 circa – 850 circa)                          | ??? Eanred di Northumbria re di Northumbria re (810 circa – 850 circa)                    | ??? Eanred di Northumbria re di Northumbria re (810 circa – 850 circa) | ??? Eanred di Northumbria re di Northumbria re (810 circa – 850 circa) | ??? Eanred di Northumbria re di Northumbria re (810 circa – 850 circa)                                                        | ??? Eanred di Northumbria re di Northumbria re (810 circa – 850 circa)                                                        | | | Æthelthryth figlia di Ælla re di Northumbria                                                                                  | Æthelthryth figlia di Ælla re di Northumbria                                                                                  | Æthelthryth figlia di Ælla re di Northumbria                           | Æthelthryth figlia di Ælla re di Northumbria                           | Æthelthryth figlia di Ælla re di Northumbria                                                        | Æthelthryth figlia di Ælla re di Northumbria                                                        | | | | |                                                                           |                                                                           |                                                                           |                                                                           |  |  |          |          |                                                                                    |                                                                                    | | | | | | |                                            |                                            |                                            |                                            |  |  |  |  |  |  |  |  |  |  |  |  |  |  |  |  |  |  |  |  |  |  |  |  |  |  |  |  |  |  |  |  |  |  |  |  |  |  |  |  |
|  |  |                     |                     |                                                  |                                                  |                                                           |                                                           | |                                                           |                                                           |                                                           |                                                  |                                                  | | | | | | |                                                                                           |                                                                                           | ??? Eanred di Northumbria re di Northumbria re (810 circa – 850 circa)                          | ??? Eanred di Northumbria re di Northumbria re (810 circa – 850 circa)                    | ??? Eanred di Northumbria re di Northumbria re (810 circa – 850 circa) | ??? Eanred di Northumbria re di Northumbria re (810 circa – 850 circa) | ??? Eanred di Northumbria re di Northumbria re (810 circa – 850 circa)                                                        | ??? Eanred di Northumbria re di Northumbria re (810 circa – 850 circa)                                                        | | | Æthelthryth figlia di Ælla re di Northumbria                                                                                  | Æthelthryth figlia di Ælla re di Northumbria                                                                                  | Æthelthryth figlia di Ælla re di Northumbria                           | Æthelthryth figlia di Ælla re di Northumbria                           | Æthelthryth figlia di Ælla re di Northumbria                                                        | Æthelthryth figlia di Ælla re di Northumbria                                                        | | | | |                                                                           |                                                                           |                                                                           |                                                                           |  |  |          |          |                                                                                    |                                                                                    | | | | | | |                                            |                                            |                                            |                                            |  |  |  |  |  |  |  |  |  |  |  |  |  |  |  |  |  |  |  |  |  |  |  |  |  |  |  |  |  |  |  |  |  |  |  |  |  |  |  |  |
|  |  |                     |                     |                                                  |                                                  |                                                           |                                                           | |                                                           |                                                           |                                                           |                                                  |                                                  | | | | | | |                                                                                           |                                                                                           |                                                                                                 |                                                                                           |                                                                        |                                                                        | | | | | | |                                                                        |                                                                        | | | | | | |                                                                           |                                                                           |                                                                           |                                                                           |  |  |          |          |                                                                                    |                                                                                    | | | | | | |                                            |                                            |                                            |                                            |  |  |  |  |  |  |  |  |  |  |  |  |  |  |  |  |  |  |  |  |  |  |  |  |  |  |  |  |  |  |  |  |  |  |  |  |  |  |  |  |
|  |  |                     |                     |                                                  |                                                  |                                                           |                                                           | |                                                           |                                                           |                                                           |                                                  |                                                  | | | | | | |                                                                                           |                                                                                           |                                                                                                 |                                                                                           |                                                                        |                                                                        | Earl Eadwulf di Bamburgh ealdorman e high-reeve di Bebbanburgh "re dei Sassoni del Nord" ((floruit 890 circa– 913))           | | | | | |                                                                        |                                                                        | | | | | | |                                                                           |                                                                           |                                                                           |                                                                           |  |  |          |          |                                                                                    |                                                                                    | | | | | | |                                            |                                            |                                            |                                            |  |  |  |  |  |  |  |  |  |  |  |  |  |  |  |  |  |  |  |  |  |  |  |  |  |  |  |  |  |  |  |  |  |  |  |  |  |  |  |  |
|  |  |                     |                     |                                                  |                                                  |                                                           |                                                           | |                                                           |                                                           |                                                           |                                                  |                                                  | | | | | | |                                                                                           |                                                                                           |                                                                                                 |                                                                                           |                                                                        |                                                                        | | | | | | |                                                                        |                                                                        | | | | | | |                                                                           |                                                                           |                                                                           |                                                                           |  |  |          |          |                                                                                    |                                                                                    | | | | | | |                                            |                                            |                                            |                                            |  |  |  |  |  |  |  |  |  |  |  |  |  |  |  |  |  |  |  |  |  |  |  |  |  |  |  |  |  |  |  |  |  |  |  |  |  |  |  |  |
|  |  |                     |                     |                                                  |                                                  |                                                           |                                                           | |                                                           |                                                           |                                                           |                                                  |                                                  | | | | | | |                                                                                           |                                                                                           |                                                                                                 |                                                                                           |                                                                        |                                                                        | | | | | | |                                                                        |                                                                        | | | | | | |                                                                           |                                                                           |                                                                           |                                                                           |  |  |          |          |                                                                                    |                                                                                    | | | | | | |                                            |                                            |                                            |                                            |  |  |  |  |  |  |  |  |  |  |  |  |  |  |  |  |  |  |  |  |  |  |  |  |  |  |  |  |  |  |  |  |  |  |  |  |  |  |  |  |
|  |  |                     |                     |                                                  |                                                  |                                                           |                                                           | |                                                           |                                                           |                                                           |                                                  |                                                  | | | | | | |                                                                                           |                                                                                           |                                                                                                 |                                                                                           |                                                                        |                                                                        | Ealdred I di Bamburgh ealdorman e high-reeve di Bebbanburgh (913 – 933 circa)                                                 | Ealdred I di Bamburgh ealdorman e high-reeve di Bebbanburgh (913 – 933 circa)                                                 | Ealdred I di Bamburgh ealdorman e high-reeve di Bebbanburgh (913 – 933 circa)                                                 | Ealdred I di Bamburgh ealdorman e high-reeve di Bebbanburgh (913 – 933 circa)                                                 | Ealdred I di Bamburgh ealdorman e high-reeve di Bebbanburgh (913 – 933 circa)                                                 | Ealdred I di Bamburgh ealdorman e high-reeve di Bebbanburgh (913 – 933 circa)                                                 |                                                                        |                                                                        | | | ? Uhtred ealdorman a Derbyshire (fl. x 911–926, 930–50, e forse 955–58)                             | ? Uhtred ealdorman a Derbyshire (fl. x 911–926, 930–50, e forse 955–58)                             | ? Uhtred ealdorman a Derbyshire (fl. x 911–926, 930–50, e forse 955–58)                             | ? Uhtred ealdorman a Derbyshire (fl. x 911–926, 930–50, e forse 955–58)                             | ? Uhtred ealdorman a Derbyshire (fl. x 911–926, 930–50, e forse 955–58)   | ? Uhtred ealdorman a Derbyshire (fl. x 911–926, 930–50, e forse 955–58)   |                                                                           |                                                                           |  |  |          |          |                                                                                    |                                                                                    | | | | | | |                                            |                                            |                                            |                                            |  |  |  |  |  |  |  |  |  |  |  |  |  |  |  |  |  |  |  |  |  |  |  |  |  |  |  |  |  |  |  |  |  |  |  |  |  |  |  |  |
|  |  |                     |                     |                                                  |                                                  |                                                           |                                                           | |                                                           |                                                           |                                                           |                                                  |                                                  | | | | | | |                                                                                           |                                                                                           |                                                                                                 |                                                                                           |                                                                        |                                                                        | Ealdred I di Bamburgh ealdorman e high-reeve di Bebbanburgh (913 – 933 circa)                                                 | Ealdred I di Bamburgh ealdorman e high-reeve di Bebbanburgh (913 – 933 circa)                                                 | Ealdred I di Bamburgh ealdorman e high-reeve di Bebbanburgh (913 – 933 circa)                                                 | Ealdred I di Bamburgh ealdorman e high-reeve di Bebbanburgh (913 – 933 circa)                                                 | Ealdred I di Bamburgh ealdorman e high-reeve di Bebbanburgh (913 – 933 circa)                                                 | Ealdred I di Bamburgh ealdorman e high-reeve di Bebbanburgh (913 – 933 circa)                                                 |                                                                        |                                                                        | | | ? Uhtred ealdorman a Derbyshire (fl. x 911–926, 930–50, e forse 955–58)                             | ? Uhtred ealdorman a Derbyshire (fl. x 911–926, 930–50, e forse 955–58)                             | ? Uhtred ealdorman a Derbyshire (fl. x 911–926, 930–50, e forse 955–58)                             | ? Uhtred ealdorman a Derbyshire (fl. x 911–926, 930–50, e forse 955–58)                             | ? Uhtred ealdorman a Derbyshire (fl. x 911–926, 930–50, e forse 955–58)   | ? Uhtred ealdorman a Derbyshire (fl. x 911–926, 930–50, e forse 955–58)   |                                                                           |                                                                           |  |  |          |          |                                                                                    |                                                                                    | | | | | | |                                            |                                            |                                            |                                            |  |  |  |  |  |  |  |  |  |  |  |  |  |  |  |  |  |  |  |  |  |  |  |  |  |  |  |  |  |  |  |  |  |  |  |  |  |  |  |  |
|  |  |                     |                     |                                                  |                                                  |                                                           |                                                           | |                                                           |                                                           |                                                           |                                                  |                                                  | | | | | | |                                                                                           |                                                                                           |                                                                                                 |                                                                                           |                                                                        |                                                                        | Osulf I di Bamburgh ealdorman e high-reeve di Bebbanburgh (floruit 946–963)                                                   | | | | | |                                                                        |                                                                        | | | | | | |                                                                           |                                                                           |                                                                           |                                                                           |  |  |          |          |                                                                                    |                                                                                    | | | | | | |                                            |                                            |                                            |                                            |  |  |  |  |  |  |  |  |  |  |  |  |  |  |  |  |  |  |  |  |  |  |  |  |  |  |  |  |  |  |  |  |  |  |  |  |  |  |  |  |
|  |  |                     |                     |                                                  |                                                  |                                                           |                                                           | |                                                           |                                                           |                                                           |                                                  |                                                  | | | | | | |                                                                                           |                                                                                           |                                                                                                 |                                                                                           |                                                                        |                                                                        | | | | | | |                                                                        |                                                                        | | | | | | |                                                                           |                                                                           |                                                                           |                                                                           |  |  |          |          |                                                                                    |                                                                                    | | | | | | |                                            |                                            |                                            |                                            |  |  |  |  |  |  |  |  |  |  |  |  |  |  |  |  |  |  |  |  |  |  |  |  |  |  |  |  |  |  |  |  |  |  |  |  |  |  |  |  |
|  |  |                     |                     |                                                  |                                                  |                                                           |                                                           | |                                                           |                                                           |                                                           |                                                  |                                                  | | | | | | |                                                                                           |                                                                                           |                                                                                                 |                                                                                           |                                                                        |                                                                        | | | | | | |                                                                        |                                                                        | | | | | | |                                                                           |                                                                           |                                                                           |                                                                           |  |  |          |          |                                                                                    |                                                                                    | | | | | | |                                            |                                            |                                            |                                            |  |  |  |  |  |  |  |  |  |  |  |  |  |  |  |  |  |  |  |  |  |  |  |  |  |  |  |  |  |  |  |  |  |  |  |  |  |  |  |  |
|  |  |                     |                     |                                                  |                                                  |                                                           |                                                           | |                                                           |                                                           |                                                           |                                                  |                                                  | | | | | | |                                                                                           |                                                                                           |                                                                                                 |                                                                                           |                                                                        |                                                                        | Waltheof di Bamburgh ealdorman e high-reeve di Bebbanburgh (floruit 994)                                                      | Waltheof di Bamburgh ealdorman e high-reeve di Bebbanburgh (floruit 994)                                                      | Waltheof di Bamburgh ealdorman e high-reeve di Bebbanburgh (floruit 994)                                                      | Waltheof di Bamburgh ealdorman e high-reeve di Bebbanburgh (floruit 994)                                                      | Waltheof di Bamburgh ealdorman e high-reeve di Bebbanburgh (floruit 994)                                                      | Waltheof di Bamburgh ealdorman e high-reeve di Bebbanburgh (floruit 994)                                                      |                                                                        |                                                                        | ? Eadwulf I il Bambino Malvagio di Bamburgh ealdorman e high-reeve di Bebbanburgh (floruit 963–973) | ? Eadwulf I il Bambino Malvagio di Bamburgh ealdorman e high-reeve di Bebbanburgh (floruit 963–973) | ? Eadwulf I il Bambino Malvagio di Bamburgh ealdorman e high-reeve di Bebbanburgh (floruit 963–973) | ? Eadwulf I il Bambino Malvagio di Bamburgh ealdorman e high-reeve di Bebbanburgh (floruit 963–973) | ? Eadwulf I il Bambino Malvagio di Bamburgh ealdorman e high-reeve di Bebbanburgh (floruit 963–973) | ? Eadwulf I il Bambino Malvagio di Bamburgh ealdorman e high-reeve di Bebbanburgh (floruit 963–973) |                                                                           |                                                                           |                                                                           |                                                                           |  |  |          |          |                                                                                    |                                                                                    | | | | | | |                                            |                                            |                                            |                                            |  |  |  |  |  |  |  |  |  |  |  |  |  |  |  |  |  |  |  |  |  |  |  |  |  |  |  |  |  |  |  |  |  |  |  |  |  |  |  |  |
|  |  |                     |                     |                                                  |                                                  |                                                           |                                                           | |                                                           |                                                           |                                                           |                                                  |                                                  | | | | | | |                                                                                           |                                                                                           |                                                                                                 |                                                                                           |                                                                        |                                                                        | Waltheof di Bamburgh ealdorman e high-reeve di Bebbanburgh (floruit 994)                                                      | Waltheof di Bamburgh ealdorman e high-reeve di Bebbanburgh (floruit 994)                                                      | Waltheof di Bamburgh ealdorman e high-reeve di Bebbanburgh (floruit 994)                                                      | Waltheof di Bamburgh ealdorman e high-reeve di Bebbanburgh (floruit 994)                                                      | Waltheof di Bamburgh ealdorman e high-reeve di Bebbanburgh (floruit 994)                                                      | Waltheof di Bamburgh ealdorman e high-reeve di Bebbanburgh (floruit 994)                                                      |                                                                        |                                                                        | ? Eadwulf I il Bambino Malvagio di Bamburgh ealdorman e high-reeve di Bebbanburgh (floruit 963–973) | ? Eadwulf I il Bambino Malvagio di Bamburgh ealdorman e high-reeve di Bebbanburgh (floruit 963–973) | ? Eadwulf I il Bambino Malvagio di Bamburgh ealdorman e high-reeve di Bebbanburgh (floruit 963–973) | ? Eadwulf I il Bambino Malvagio di Bamburgh ealdorman e high-reeve di Bebbanburgh (floruit 963–973) | ? Eadwulf I il Bambino Malvagio di Bamburgh ealdorman e high-reeve di Bebbanburgh (floruit 963–973) | ? Eadwulf I il Bambino Malvagio di Bamburgh ealdorman e high-reeve di Bebbanburgh (floruit 963–973) |                                                                           |                                                                           |                                                                           |                                                                           |  |  |          |          |                                                                                    |                                                                                    | | | | | | |                                            |                                            |                                            |                                            |  |  |  |  |  |  |  |  |  |  |  |  |  |  |  |  |  |  |  |  |  |  |  |  |  |  |  |  |  |  |  |  |  |  |  |  |  |  |  |  |
|  |  |                     |                     |                                                  |                                                  |                                                           |                                                           | |                                                           |                                                           |                                                           |                                                  |                                                  | | | | | | |                                                                                           |                                                                                           |                                                                                                 |                                                                                           |                                                                        |                                                                        | | | | | | |                                                                        |                                                                        | | | | | | |                                                                           |                                                                           |                                                                           |                                                                           |  |  |          |          |                                                                                    |                                                                                    | | | | | | |                                            |                                            |                                            |                                            |  |  |  |  |  |  |  |  |  |  |  |  |  |  |  |  |  |  |  |  |  |  |  |  |  |  |  |  |  |  |  |  |  |  |  |  |  |  |  |  |
|  |  |                     |                     |                                                  |                                                  |                                                           |                                                           | |                                                           |                                                           |                                                           |                                                  |                                                  | | | | | | |                                                                                           |                                                                                           |                                                                                                 |                                                                                           |                                                                        |                                                                        | Uhtred l'Ardito di Northumbria ealdorman e high-reeve di Bebbanburgh ealdorman e governante di tutta la Northumbria (1006–16) | Uhtred l'Ardito di Northumbria ealdorman e high-reeve di Bebbanburgh ealdorman e governante di tutta la Northumbria (1006–16) | Uhtred l'Ardito di Northumbria ealdorman e high-reeve di Bebbanburgh ealdorman e governante di tutta la Northumbria (1006–16) | Uhtred l'Ardito di Northumbria ealdorman e high-reeve di Bebbanburgh ealdorman e governante di tutta la Northumbria (1006–16) | Uhtred l'Ardito di Northumbria ealdorman e high-reeve di Bebbanburgh ealdorman e governante di tutta la Northumbria (1006–16) | Uhtred l'Ardito di Northumbria ealdorman e high-reeve di Bebbanburgh ealdorman e governante di tutta la Northumbria (1006–16) |                                                                        |                                                                        | | | | | | |                                                                           |                                                                           |                                                                           |                                                                           |  |  |          |          |                                                                                    |                                                                                    | Eadwulf II Cudel di Bamburgh ealdorman e high-reeve di Bebbanburgh († 1019)                                                     | Eadwulf II Cudel di Bamburgh ealdorman e high-reeve di Bebbanburgh († 1019)                                                     | Eadwulf II Cudel di Bamburgh ealdorman e high-reeve di Bebbanburgh († 1019)                                                     | Eadwulf II Cudel di Bamburgh ealdorman e high-reeve di Bebbanburgh († 1019)                                                     | Eadwulf II Cudel di Bamburgh ealdorman e high-reeve di Bebbanburgh († 1019)                                                     | Eadwulf II Cudel di Bamburgh ealdorman e high-reeve di Bebbanburgh († 1019)                                                     |                                            |                                            |                                            |                                            |  |  |  |  |  |  |  |  |  |  |  |  |  |  |  |  |  |  |  |  |  |  |  |  |  |  |  |  |  |  |  |  |  |  |  |  |  |  |  |  |
|  |  |                     |                     |                                                  |                                                  |                                                           |                                                           | |                                                           |                                                           |                                                           |                                                  |                                                  | 1. Ecgfrida figlia di Ealdhun, vescovo di Dunham (floruit 990)                                                    | 1. Ecgfrida figlia di Ealdhun, vescovo di Dunham (floruit 990)                                                    | 1. Ecgfrida figlia di Ealdhun, vescovo di Dunham (floruit 990)                                                    | 1. Ecgfrida figlia di Ealdhun, vescovo di Dunham (floruit 990)                                                    | 1. Ecgfrida figlia di Ealdhun, vescovo di Dunham (floruit 990)                                                    | 1. Ecgfrida figlia di Ealdhun, vescovo di Dunham (floruit 990)                                                    |                                                                                           |                                                                                           |                                                                                                 |                                                                                           |                                                                        |                                                                        | Uhtred l'Ardito di Northumbria ealdorman e high-reeve di Bebbanburgh ealdorman e governante di tutta la Northumbria (1006–16) | Uhtred l'Ardito di Northumbria ealdorman e high-reeve di Bebbanburgh ealdorman e governante di tutta la Northumbria (1006–16) | Uhtred l'Ardito di Northumbria ealdorman e high-reeve di Bebbanburgh ealdorman e governante di tutta la Northumbria (1006–16) | Uhtred l'Ardito di Northumbria ealdorman e high-reeve di Bebbanburgh ealdorman e governante di tutta la Northumbria (1006–16) | Uhtred l'Ardito di Northumbria ealdorman e high-reeve di Bebbanburgh ealdorman e governante di tutta la Northumbria (1006–16) | Uhtred l'Ardito di Northumbria ealdorman e high-reeve di Bebbanburgh ealdorman e governante di tutta la Northumbria (1006–16) | 2. Sige figlia di Styr Ulfsson (floruit 1000)                          | 2. Sige figlia di Styr Ulfsson (floruit 1000)                          | 2. Sige figlia di Styr Ulfsson (floruit 1000)                                                       | 2. Sige figlia di Styr Ulfsson (floruit 1000)                                                       | 2. Sige figlia di Styr Ulfsson (floruit 1000)                                                       | 2. Sige figlia di Styr Ulfsson (floruit 1000)                                                       | | |                                                                           |                                                                           |                                                                           |                                                                           |  |  |          |          | 3. Ælfgifu figlia di Etelredo II l'Impreparato e di Ælfgifu di York (floruit 1016) | 3. Ælfgifu figlia di Etelredo II l'Impreparato e di Ælfgifu di York (floruit 1016) | 3. Ælfgifu figlia di Etelredo II l'Impreparato e di Ælfgifu di York (floruit 1016)                                              | 3. Ælfgifu figlia di Etelredo II l'Impreparato e di Ælfgifu di York (floruit 1016)                                              | 3. Ælfgifu figlia di Etelredo II l'Impreparato e di Ælfgifu di York (floruit 1016)                                              | 3. Ælfgifu figlia di Etelredo II l'Impreparato e di Ælfgifu di York (floruit 1016)                                              | Eadwulf II Cudel di Bamburgh ealdorman e high-reeve di Bebbanburgh († 1019)                                                     | Eadwulf II Cudel di Bamburgh ealdorman e high-reeve di Bebbanburgh († 1019)                                                     |                                            |                                            |                                            |                                            |  |  |  |  |  |  |  |  |  |  |  |  |  |  |  |  |  |  |  |  |  |  |  |  |  |  |  |  |  |  |  |  |  |  |  |  |  |  |  |  |
|  |  |                     |                     |                                                  |                                                  |                                                           |                                                           | |                                                           |                                                           |                                                           |                                                  |                                                  | 1. Ecgfrida figlia di Ealdhun, vescovo di Dunham (floruit 990)                                                    | 1. Ecgfrida figlia di Ealdhun, vescovo di Dunham (floruit 990)                                                    | 1. Ecgfrida figlia di Ealdhun, vescovo di Dunham (floruit 990)                                                    | 1. Ecgfrida figlia di Ealdhun, vescovo di Dunham (floruit 990)                                                    | 1. Ecgfrida figlia di Ealdhun, vescovo di Dunham (floruit 990)                                                    | 1. Ecgfrida figlia di Ealdhun, vescovo di Dunham (floruit 990)                                                    |                                                                                           |                                                                                           |                                                                                                 |                                                                                           |                                                                        |                                                                        | | | | | | | 2. Sige figlia di Styr Ulfsson (floruit 1000)                          | 2. Sige figlia di Styr Ulfsson (floruit 1000)                          | 2. Sige figlia di Styr Ulfsson (floruit 1000)                                                       | 2. Sige figlia di Styr Ulfsson (floruit 1000)                                                       | 2. Sige figlia di Styr Ulfsson (floruit 1000)                                                       | 2. Sige figlia di Styr Ulfsson (floruit 1000)                                                       | | |                                                                           |                                                                           |                                                                           |                                                                           |  |  |          |          | 3. Ælfgifu figlia di Etelredo II l'Impreparato e di Ælfgifu di York (floruit 1016) | 3. Ælfgifu figlia di Etelredo II l'Impreparato e di Ælfgifu di York (floruit 1016) | 3. Ælfgifu figlia di Etelredo II l'Impreparato e di Ælfgifu di York (floruit 1016)                                              | 3. Ælfgifu figlia di Etelredo II l'Impreparato e di Ælfgifu di York (floruit 1016)                                              | 3. Ælfgifu figlia di Etelredo II l'Impreparato e di Ælfgifu di York (floruit 1016)                                              | 3. Ælfgifu figlia di Etelredo II l'Impreparato e di Ælfgifu di York (floruit 1016)                                              | | |                                            |                                            |                                            |                                            |  |  |  |  |  |  |  |  |  |  |  |  |  |  |  |  |  |  |  |  |  |  |  |  |  |  |  |  |  |  |  |  |  |  |  |  |  |  |  |  |
|  |  |                     |                     |                                                  |                                                  |                                                           |                                                           | |                                                           |                                                           |                                                           |                                                  |                                                  | | | | | | |                                                                                           |                                                                                           |                                                                                                 |                                                                                           |                                                                        |                                                                        | | | | | | |                                                                        |                                                                        | | | | | | |                                                                           |                                                                           |                                                                           |                                                                           |  |  |          |          |                                                                                    |                                                                                    | | | | | | |                                            |                                            |                                            |                                            |  |  |  |  |  |  |  |  |  |  |  |  |  |  |  |  |  |  |  |  |  |  |  |  |  |  |  |  |  |  |  |  |  |  |  |  |  |  |  |  |
|  |  |                     |                     |                                                  |                                                  |                                                           |                                                           | |                                                           |                                                           |                                                           |                                                  |                                                  | | | | | | |                                                                                           |                                                                                           |                                                                                                 |                                                                                           |                                                                        |                                                                        | | | | | | |                                                                        |                                                                        | | | | | | |                                                                           |                                                                           |                                                                           |                                                                           |  |  |          |          |                                                                                    |                                                                                    | | | | | | |                                            |                                            |                                            |                                            |  |  |  |  |  |  |  |  |  |  |  |  |  |  |  |  |  |  |  |  |  |  |  |  |  |  |  |  |  |  |  |  |  |  |  |  |  |  |  |  |
|  |  |                     |                     |                                                  |                                                  |                                                           |                                                           | |                                                           |                                                           |                                                           |                                                  |                                                  | | | | | Ealdred II di Bamburgh ealdorman e high-reeve di Bebbanburgh († 1038)                                             | Ealdred II di Bamburgh ealdorman e high-reeve di Bebbanburgh († 1038)                                             | Ealdred II di Bamburgh ealdorman e high-reeve di Bebbanburgh († 1038)                     | Ealdred II di Bamburgh ealdorman e high-reeve di Bebbanburgh († 1038)                     | Ealdred II di Bamburgh ealdorman e high-reeve di Bebbanburgh († 1038)                           | Ealdred II di Bamburgh ealdorman e high-reeve di Bebbanburgh († 1038)                     |                                                                        |                                                                        | | | | | Eadwulf III di Bamburgh ealdorman e high-reeve di Bebbanburgh († 1041)                                                        | Eadwulf III di Bamburgh ealdorman e high-reeve di Bebbanburgh († 1041)                                                        | Eadwulf III di Bamburgh ealdorman e high-reeve di Bebbanburgh († 1041) | Eadwulf III di Bamburgh ealdorman e high-reeve di Bebbanburgh († 1041) | Eadwulf III di Bamburgh ealdorman e high-reeve di Bebbanburgh († 1041)                              | Eadwulf III di Bamburgh ealdorman e high-reeve di Bebbanburgh († 1041)                              | | | Gospatrick fondatore del clan Swinton Eadulf Rus fu il figlio o il nipote                           | Gospatrick fondatore del clan Swinton Eadulf Rus fu il figlio o il nipote                           | Gospatrick fondatore del clan Swinton Eadulf Rus fu il figlio o il nipote | Gospatrick fondatore del clan Swinton Eadulf Rus fu il figlio o il nipote | Gospatrick fondatore del clan Swinton Eadulf Rus fu il figlio o il nipote | Gospatrick fondatore del clan Swinton Eadulf Rus fu il figlio o il nipote |  |  | Ealdgyth | Ealdgyth | Ealdgyth                                                                           | Ealdgyth                                                                           | Ealdgyth | Ealdgyth | | | Maldred fratello del re Duncan I di Scozia                                                                                      | Maldred fratello del re Duncan I di Scozia                                                                                      | Maldred fratello del re Duncan I di Scozia | Maldred fratello del re Duncan I di Scozia | Maldred fratello del re Duncan I di Scozia | Maldred fratello del re Duncan I di Scozia |  |  |  |  |  |  |  |  |  |  |  |  |  |  |  |  |  |  |  |  |  |  |  |  |  |  |  |  |  |  |  |  |  |  |  |  |  |  |  |  |
|  |  |                     |                     |                                                  |                                                  |                                                           |                                                           | |                                                           |                                                           |                                                           |                                                  |                                                  | | | | | Ealdred II di Bamburgh ealdorman e high-reeve di Bebbanburgh († 1038)                                             | Ealdred II di Bamburgh ealdorman e high-reeve di Bebbanburgh († 1038)                                             | Ealdred II di Bamburgh ealdorman e high-reeve di Bebbanburgh († 1038)                     | Ealdred II di Bamburgh ealdorman e high-reeve di Bebbanburgh († 1038)                     | Ealdred II di Bamburgh ealdorman e high-reeve di Bebbanburgh († 1038)                           | Ealdred II di Bamburgh ealdorman e high-reeve di Bebbanburgh († 1038)                     |                                                                        |                                                                        | | | | | Eadwulf III di Bamburgh ealdorman e high-reeve di Bebbanburgh († 1041)                                                        | Eadwulf III di Bamburgh ealdorman e high-reeve di Bebbanburgh († 1041)                                                        | Eadwulf III di Bamburgh ealdorman e high-reeve di Bebbanburgh († 1041) | Eadwulf III di Bamburgh ealdorman e high-reeve di Bebbanburgh († 1041) | Eadwulf III di Bamburgh ealdorman e high-reeve di Bebbanburgh († 1041)                              | Eadwulf III di Bamburgh ealdorman e high-reeve di Bebbanburgh († 1041)                              | | | Gospatrick fondatore del clan Swinton Eadulf Rus fu il figlio o il nipote                           | Gospatrick fondatore del clan Swinton Eadulf Rus fu il figlio o il nipote                           | Gospatrick fondatore del clan Swinton Eadulf Rus fu il figlio o il nipote | Gospatrick fondatore del clan Swinton Eadulf Rus fu il figlio o il nipote | Gospatrick fondatore del clan Swinton Eadulf Rus fu il figlio o il nipote | Gospatrick fondatore del clan Swinton Eadulf Rus fu il figlio o il nipote |  |  | Ealdgyth | Ealdgyth | Ealdgyth                                                                           | Ealdgyth                                                                           | Ealdgyth | Ealdgyth | | | Maldred fratello del re Duncan I di Scozia                                                                                      | Maldred fratello del re Duncan I di Scozia                                                                                      | Maldred fratello del re Duncan I di Scozia | Maldred fratello del re Duncan I di Scozia | Maldred fratello del re Duncan I di Scozia | Maldred fratello del re Duncan I di Scozia |  |  |  |  |  |  |  |  |  |  |  |  |  |  |  |  |  |  |  |  |  |  |  |  |  |  |  |  |  |  |  |  |  |  |  |  |  |  |  |  |
|  |  |                     |                     |                                                  |                                                  |                                                           |                                                           | |                                                           |                                                           |                                                           |                                                  |                                                  | | | | | | |                                                                                           |                                                                                           |                                                                                                 |                                                                                           |                                                                        |                                                                        | | | | | | |                                                                        |                                                                        | | | | | | |                                                                           |                                                                           |                                                                           |                                                                           |  |  |          |          |                                                                                    |                                                                                    | | | | | | |                                            |                                            |                                            |                                            |  |  |  |  |  |  |  |  |  |  |  |  |  |  |  |  |  |  |  |  |  |  |  |  |  |  |  |  |  |  |  |  |  |  |  |  |  |  |  |  |
|  |  |                     |                     |                                                  |                                                  |                                                           |                                                           | |                                                           |                                                           |                                                           |                                                  |                                                  | | | | | | |                                                                                           |                                                                                           |                                                                                                 |                                                                                           |                                                                        |                                                                        | | | | | | |                                                                        |                                                                        | | | | | | |                                                                           |                                                                           |                                                                           |                                                                           |  |  |          |          |                                                                                    |                                                                                    | | | | | | |                                            |                                            |                                            |                                            |  |  |  |  |  |  |  |  |  |  |  |  |  |  |  |  |  |  |  |  |  |  |  |  |  |  |  |  |  |  |  |  |  |  |  |  |  |  |  |  |
|  |  |                     |                     | Siward (Sigurd) earl di Northumbria (r. 1041–55) | Siward (Sigurd) earl di Northumbria (r. 1041–55) | Siward (Sigurd) earl di Northumbria (r. 1041–55)          | Siward (Sigurd) earl di Northumbria (r. 1041–55)          | Siward (Sigurd) earl di Northumbria (r. 1041–55) | Siward (Sigurd) earl di Northumbria (r. 1041–55)          |                                                           |                                                           | Ælfflaed                                         | Ælfflaed                                         | Ælfflaed | Ælfflaed | Ælfflaed | Ælfflaed | | | Ealdgyth m. Ligulf, due figli, uno dei quali era chiamato Uhtred                          | Ealdgyth m. Ligulf, due figli, uno dei quali era chiamato Uhtred                          | Ealdgyth m. Ligulf, due figli, uno dei quali era chiamato Uhtred                                | Ealdgyth m. Ligulf, due figli, uno dei quali era chiamato Uhtred                          | Ealdgyth m. Ligulf, due figli, uno dei quali era chiamato Uhtred       | Ealdgyth m. Ligulf, due figli, uno dei quali era chiamato Uhtred       | | | | | Osulf II di Bamburgh ealdorman e high-reeve di Bebbanburgh (1065–67)                                                          | Osulf II di Bamburgh ealdorman e high-reeve di Bebbanburgh (1065–67)                                                          | Osulf II di Bamburgh ealdorman e high-reeve di Bebbanburgh (1065–67)   | Osulf II di Bamburgh ealdorman e high-reeve di Bebbanburgh (1065–67)   | Osulf II di Bamburgh ealdorman e high-reeve di Bebbanburgh (1065–67)                                | Osulf II di Bamburgh ealdorman e high-reeve di Bebbanburgh (1065–67)                                | | | | |                                                                           |                                                                           |                                                                           |                                                                           |  |  |          |          |                                                                                    |                                                                                    | Gospatrick († dopo il 1073) earl di Northumbria (r. 1067–1068) earls di Dunbar (denominato Earl di Lothian or Earl della Marca) | Gospatrick († dopo il 1073) earl di Northumbria (r. 1067–1068) earls di Dunbar (denominato Earl di Lothian or Earl della Marca) | Gospatrick († dopo il 1073) earl di Northumbria (r. 1067–1068) earls di Dunbar (denominato Earl di Lothian or Earl della Marca) | Gospatrick († dopo il 1073) earl di Northumbria (r. 1067–1068) earls di Dunbar (denominato Earl di Lothian or Earl della Marca) | Gospatrick († dopo il 1073) earl di Northumbria (r. 1067–1068) earls di Dunbar (denominato Earl di Lothian or Earl della Marca) | Gospatrick († dopo il 1073) earl di Northumbria (r. 1067–1068) earls di Dunbar (denominato Earl di Lothian or Earl della Marca) |                                            |                                            |                                            |                                            |  |  |  |  |  |  |  |  |  |  |  |  |  |  |  |  |  |  |  |  |  |  |  |  |  |  |  |  |  |  |  |  |  |  |  |  |  |  |  |  |
|  |  |                     |                     | Siward (Sigurd) earl di Northumbria (r. 1041–55) | Siward (Sigurd) earl di Northumbria (r. 1041–55) | Siward (Sigurd) earl di Northumbria (r. 1041–55)          | Siward (Sigurd) earl di Northumbria (r. 1041–55)          | Siward (Sigurd) earl di Northumbria (r. 1041–55) | Siward (Sigurd) earl di Northumbria (r. 1041–55)          |                                                           |                                                           | Ælfflaed                                         | Ælfflaed                                         | Ælfflaed | Ælfflaed | Ælfflaed | Ælfflaed | | | Ealdgyth m. Ligulf, due figli, uno dei quali era chiamato Uhtred                          | Ealdgyth m. Ligulf, due figli, uno dei quali era chiamato Uhtred                          | Ealdgyth m. Ligulf, due figli, uno dei quali era chiamato Uhtred                                | Ealdgyth m. Ligulf, due figli, uno dei quali era chiamato Uhtred                          | Ealdgyth m. Ligulf, due figli, uno dei quali era chiamato Uhtred       | Ealdgyth m. Ligulf, due figli, uno dei quali era chiamato Uhtred       | | | | | Osulf II di Bamburgh ealdorman e high-reeve di Bebbanburgh (1065–67)                                                          | Osulf II di Bamburgh ealdorman e high-reeve di Bebbanburgh (1065–67)                                                          | Osulf II di Bamburgh ealdorman e high-reeve di Bebbanburgh (1065–67)   | Osulf II di Bamburgh ealdorman e high-reeve di Bebbanburgh (1065–67)   | Osulf II di Bamburgh ealdorman e high-reeve di Bebbanburgh (1065–67)                                | Osulf II di Bamburgh ealdorman e high-reeve di Bebbanburgh (1065–67)                                | | | | |                                                                           |                                                                           |                                                                           |                                                                           |  |  |          |          |                                                                                    |                                                                                    | Gospatrick († dopo il 1073) earl di Northumbria (r. 1067–1068) earls di Dunbar (denominato Earl di Lothian or Earl della Marca) | Gospatrick († dopo il 1073) earl di Northumbria (r. 1067–1068) earls di Dunbar (denominato Earl di Lothian or Earl della Marca) | Gospatrick († dopo il 1073) earl di Northumbria (r. 1067–1068) earls di Dunbar (denominato Earl di Lothian or Earl della Marca) | Gospatrick († dopo il 1073) earl di Northumbria (r. 1067–1068) earls di Dunbar (denominato Earl di Lothian or Earl della Marca) | Gospatrick († dopo il 1073) earl di Northumbria (r. 1067–1068) earls di Dunbar (denominato Earl di Lothian or Earl della Marca) | Gospatrick († dopo il 1073) earl di Northumbria (r. 1067–1068) earls di Dunbar (denominato Earl di Lothian or Earl della Marca) |                                            |                                            |                                            |                                            |  |  |  |  |  |  |  |  |  |  |  |  |  |  |  |  |  |  |  |  |  |  |  |  |  |  |  |  |  |  |  |  |  |  |  |  |  |  |  |  |
|  |  |                     |                     |                                                  |                                                  |                                                           |                                                           | Waltheof earl di Northumbria , Huntingdon e Northampton (1050 – 31 maggio 1076) = Giuditta di Lens, figlia di Adelaide di Normandia sorella di Guglielmo il Conquistatore |                                                           |                                                           |                                                           |                                                  |                                                  | | | | | | |                                                                                           |                                                                                           |                                                                                                 |                                                                                           |                                                                        |                                                                        | | | | | | |                                                                        |                                                                        | | | | | | |                                                                           |                                                                           |                                                                           |                                                                           |  |  |          |          |                                                                                    |                                                                                    | | | | | | |                                            |                                            |                                            |                                            |  |  |  |  |  |  |  |  |  |  |  |  |  |  |  |  |  |  |  |  |  |  |  |  |  |  |  |  |  |  |  |  |  |  |  |  |  |  |  |  |
|  |  |                     |                     |                                                  |                                                  |                                                           |                                                           | |                                                           |                                                           |                                                           |                                                  |                                                  | | | | | | |                                                                                           |                                                                                           |                                                                                                 |                                                                                           |                                                                        |                                                                        | | | | | | |                                                                        |                                                                        | | | | | | |                                                                           |                                                                           |                                                                           |                                                                           |  |  |          |          |                                                                                    |                                                                                    | | | | | | |                                            |                                            |                                            |                                            |  |  |  |  |  |  |  |  |  |  |  |  |  |  |  |  |  |  |  |  |  |  |  |  |  |  |  |  |  |  |  |  |  |  |  |  |  |  |  |  |
|  |  |                     |                     |                                                  |                                                  |                                                           |                                                           | |                                                           |                                                           |                                                           |                                                  |                                                  | | | | | | |                                                                                           |                                                                                           |                                                                                                 |                                                                                           |                                                                        |                                                                        | | | | | | |                                                                        |                                                                        | | | | | | |                                                                           |                                                                           |                                                                           |                                                                           |  |  |          |          |                                                                                    |                                                                                    | | | | | | |                                            |                                            |                                            |                                            |  |  |  |  |  |  |  |  |  |  |  |  |  |  |  |  |  |  |  |  |  |  |  |  |  |  |  |  |  |  |  |  |  |  |  |  |  |  |  |  |
|  |  | Simone di Senlis 1. | Simone di Senlis 1. | Simone di Senlis 1.                              | Simone di Senlis 1.                              | Simone di Senlis 1.                                       | Simone di Senlis 1.                                       | |                                                           | Maud contessa di Huntingdon (1074 circa—1130/31)          | Maud contessa di Huntingdon (1074 circa—1130/31)          | Maud contessa di Huntingdon (1074 circa—1130/31) | Maud contessa di Huntingdon (1074 circa—1130/31) | Maud contessa di Huntingdon (1074 circa—1130/31)                                                                  | Maud contessa di Huntingdon (1074 circa—1130/31)                                                                  | | | 2. Re Davide I di Scozia                                                                                          | 2. Re Davide I di Scozia                                                                                          | 2. Re Davide I di Scozia                                                                  | 2. Re Davide I di Scozia                                                                  | 2. Re Davide I di Scozia                                                                        | 2. Re Davide I di Scozia                                                                  |                                                                        |                                                                        | figlia | figlia | figlia | figlia | figlia | figlia |                                                                        |                                                                        | Adelise m. Raoul III di Tosny                                                                       | Adelise m. Raoul III di Tosny                                                                       | Adelise m. Raoul III di Tosny                                                                       | Adelise m. Raoul III di Tosny                                                                       | Adelise m. Raoul III di Tosny                                                                       | Adelise m. Raoul III di Tosny                                                                       |                                                                           |                                                                           |                                                                           |                                                                           |  |  |          |          |                                                                                    |                                                                                    | | | | | | |                                            |                                            |                                            |                                            |  |  |  |  |  |  |  |  |  |  |  |  |  |  |  |  |  |  |  |  |  |  |  |  |  |  |  |  |  |  |  |  |  |  |  |  |  |  |  |  |
|  |  | Simone di Senlis 1. | Simone di Senlis 1. | Simone di Senlis 1.                              | Simone di Senlis 1.                              | Simone di Senlis 1.                                       | Simone di Senlis 1.                                       | |                                                           | Maud contessa di Huntingdon (1074 circa—1130/31)          | Maud contessa di Huntingdon (1074 circa—1130/31)          | Maud contessa di Huntingdon (1074 circa—1130/31) | Maud contessa di Huntingdon (1074 circa—1130/31) | Maud contessa di Huntingdon (1074 circa—1130/31)                                                                  | Maud contessa di Huntingdon (1074 circa—1130/31)                                                                  | | | 2. Re Davide I di Scozia                                                                                          | 2. Re Davide I di Scozia                                                                                          | 2. Re Davide I di Scozia                                                                  | 2. Re Davide I di Scozia                                                                  | 2. Re Davide I di Scozia                                                                        | 2. Re Davide I di Scozia                                                                  |                                                                        |                                                                        | figlia | figlia | figlia | figlia | figlia | figlia |                                                                        |                                                                        | Adelise m. Raoul III di Tosny                                                                       | Adelise m. Raoul III di Tosny                                                                       | Adelise m. Raoul III di Tosny                                                                       | Adelise m. Raoul III di Tosny                                                                       | Adelise m. Raoul III di Tosny                                                                       | Adelise m. Raoul III di Tosny                                                                       |                                                                           |                                                                           |                                                                           |                                                                           |  |  |          |          |                                                                                    |                                                                                    | | | | | | |                                            |                                            |                                            |                                            |  |  |  |  |  |  |  |  |  |  |  |  |  |  |  |  |  |  |  |  |  |  |  |  |  |  |  |  |  |  |  |  |  |  |  |  |  |  |  |  |
|  |  |                     |                     |                                                  |                                                  | Simone earl di Huntingdon e Northampton (1098 circa–1153) | Simone earl di Huntingdon e Northampton (1098 circa–1153) | Simone earl di Huntingdon e Northampton (1098 circa–1153) | Simone earl di Huntingdon e Northampton (1098 circa–1153) | Simone earl di Huntingdon e Northampton (1098 circa–1153) | Simone earl di Huntingdon e Northampton (1098 circa–1153) |                                                  |                                                  | Enrico di Scozia (1114 – 12 giugno 1152) erede del regno di Scozia earl di Northumbria, Huntingdon, e Northampton | Enrico di Scozia (1114 – 12 giugno 1152) erede del regno di Scozia earl di Northumbria, Huntingdon, e Northampton | Enrico di Scozia (1114 – 12 giugno 1152) erede del regno di Scozia earl di Northumbria, Huntingdon, e Northampton | Enrico di Scozia (1114 – 12 giugno 1152) erede del regno di Scozia earl di Northumbria, Huntingdon, e Northampton | Enrico di Scozia (1114 – 12 giugno 1152) erede del regno di Scozia earl di Northumbria, Huntingdon, e Northampton | Enrico di Scozia (1114 – 12 giugno 1152) erede del regno di Scozia earl di Northumbria, Huntingdon, e Northampton |                                                                                           |                                                                                           |                                                                                                 |                                                                                           |                                                                        |                                                                        | | | | | | |                                                                        |                                                                        | | | | | | |                                                                           |                                                                           |                                                                           |                                                                           |  |  |          |          |                                                                                    |                                                                                    | | | | | | |                                            |                                            |                                            |                                            |  |  |  |  |  |  |  |  |  |  |  |  |  |  |  |  |  |  |  |  |  |  |  |  |  |  |  |  |  |  |  |  |  |  |  |  |  |  |  |  |